# A Parigi con amore
A Parigi con amore (Rouge baiser) è un film del 1985 diretto da Véra Belmont.